# Ан-2М
Ан-2М — модернизированный сельскохозяйственный и транспортный самолёт. Отличался отсутствием второго управления, увеличенным вертикальным оперением, удлинённым фюзеляжем, доработанным капотом двигателя.

## Описание
В начале 1960-х годов у СССР наблюдался стремительный рост сельского хозяйства. Возникла необходимость в специализированном самолете для авиахимработ. Его было решено разработать на базе выпускавшегося в больших количествах самолёта Ан-2.
Проект был разработан в 1963 году.  В начале 1964 года  два серийных Ан-2 были переделаны в  два прототипа Ан-2М. Они отличались от серийного новыми двигателями АШ-62М с винтом АВ-2 , стеклопластиковыми баками для химикатов ёмкостью 1960 л., новой сельхозаппаратурой и имели коробку приводов для отбора мощности двигателя. Также второй прототип имел хвостовое оперение увеличенной площади. Ан-2М имел герметичную переборку между кабиной экипажа и отсеком химикатов, поэтому вход пилота в самолет осуществлялся через откидной фонарь кабины.

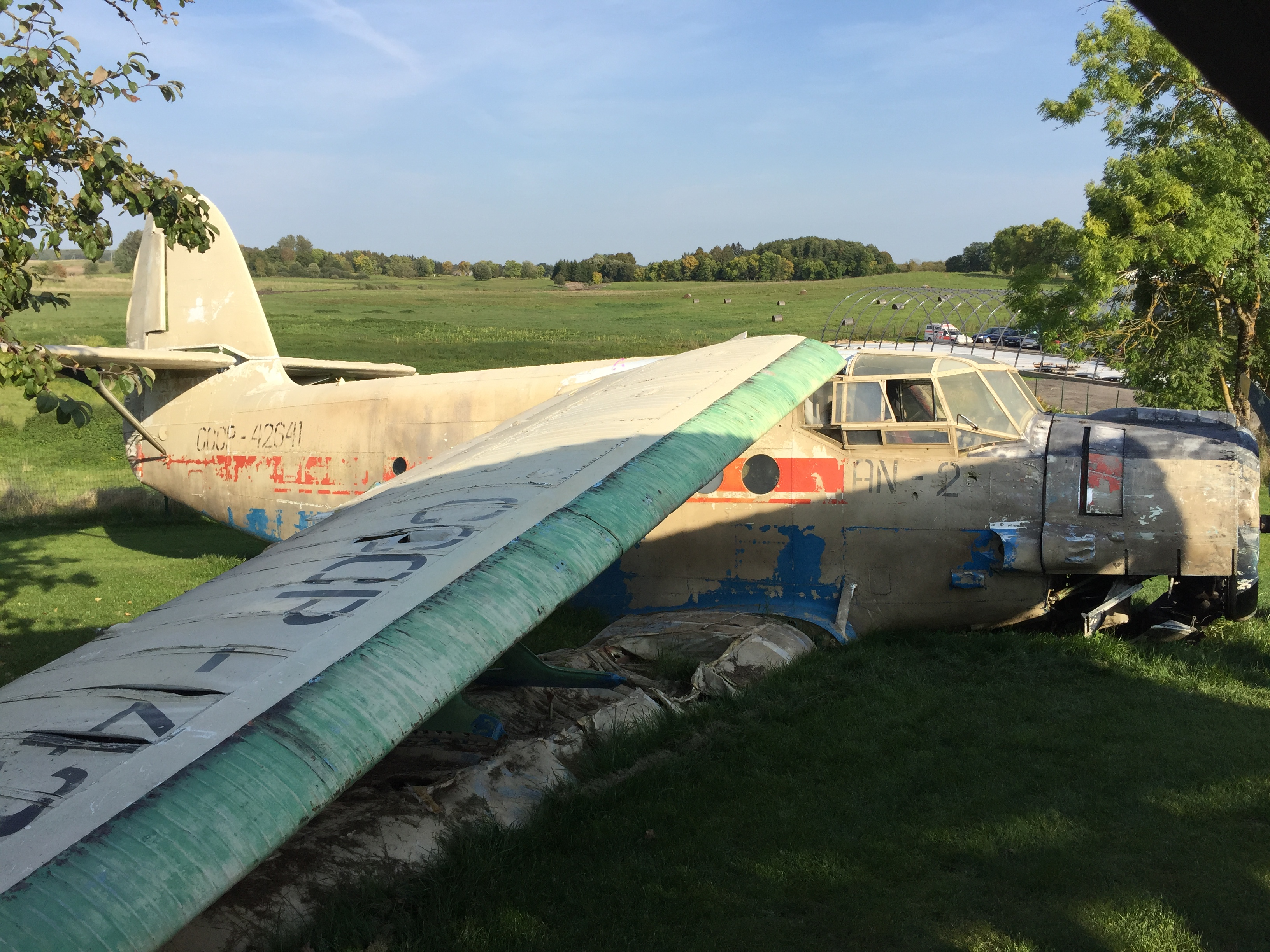
Первый прототип Ан-2М — СССР-42641

Первый полёт Ан-2М совершил 20 мая 1964 года за штурвалом  находился лётчик-испытатель И. Е. Давыдов. По итогам государственных испытаний, завершившихся в октябре 1964 года, был сделан вывод, что увеличение площади горизонтального оперения не даёт существенных преимуществ. Поэтому в серию было решено запустить самолёт со стандартным горизонтальным оперениям, но с увеличенным килем. Изменено шасси: увеличен противокапотажный угол. Управление тормозной системой - ножное. В январе 1965 года был выделен завод № 464, в Долгопрудном, для серийного производства самолета. В апреле 1966 года были собраны первые 5 серийных Ан-2М. Производство продолжалось до 1971 года. Всего изготовлено 506 самолётов Ан-2М. Они эксплуатировались до 1987 года.

## Технические характеристики[2]
- Экипаж: 1 чел.
- Двигатель АШ-62М
- Взлётная мощность: 1 000 л.с.

Размеры
- размах верхнего крыла: 18,176 м
- размах нижнего крыла: 14,236 м
- длина: 13,1 м
- высота: 4,68 м
- Площадь верхнего крыла: 43,55 м
- Площадь нижнего крыла: 28,55 м
- Общая площадь крыльев: 72,1 м
- Габариты грузовой кабины:

- длина: 4,4 м
- ширина: 1,6 м
- высота: 1,8 м

Массы и нагрузки
- Масса пустого: 3 620 кг
- Взлётная масса максимальная: 5500 кг
- Запас топлива:

- максимальный: 900 кг

- Топливо: бензин Б 91/115 (100 LL)
- Ан-2М
- Масса коммерческой нагрузки:

- максимальная: 1 500 кг

Лётные данные
- Максимальная скорость у земли: 239 км/ч
- Максимальная скорость на высоте 1700 м: 256 км/ч
- Скорость при авиахимических работах: 140—160 км/ч
- Посадочная скорость: 80-90 км/ч
- Время набора высоты: 1 000 м: 5,4 мин
- Практический потолок: 4 100 м
- Дальность полёта максимальная: 600 км
- Длина разбега: 205 м
- Длина пробега: 200 м

## В модельной индустрии
- В начале 1970-х сборную пластмассовую модель Ан-2М без указания масштаба выпускал Киевский механический завод им. Ватутина.[3][4]
- Сборную модель Ан-2М в масштабе 1:48 выпускает фирма Hobby Boss.[5]